# Глинська Поляна
Глинська Поляна (хорв. Glinska Poljana) — населений пункт у Хорватії, у Сисацько-Мославинській жупанії у складі міста Петриня.

## Населення
Населення за даними перепису 2011 року становило 121 осіб.
Динаміка чисельності населення поселення:

## Клімат
Середня річна температура становить 10,77 °C, середня максимальна – 25,08 °C, а середня мінімальна – -5,92 °C. Середня річна кількість опадів – 970 мм.
| Клімат поселення                              | Клімат поселення | Клімат поселення | Клімат поселення | Клімат поселення | Клімат поселення | Клімат поселення | Клімат поселення | Клімат поселення | Клімат поселення | Клімат поселення | Клімат поселення | Клімат поселення | Клімат поселення |
| Показник                                      | Січ.             | Лют.             | Бер.             | Квіт.            | Трав.            | Черв.            | Лип.             | Серп.            | Вер.             | Жовт.            | Лист.            | Груд.            |                  |
| Середній максимум, °C                         | 6,85             | 8,61             | 13,09            | 17,36            | 21,96            | 25,08            | 24,12            | 23,44            | 19,84            | 14,88            | 9,24             | 5,32             |                  |
| Середня температура, °C                       | 0,47             | 2,23             | 6,71             | 10,99            | 15,58            | 18,71            | 20,41            | 19,73            | 16,13            | 11,16            | 5,53             | 1,59             |                  |
| Середній мінімум, °C                          | −5,92            | −4,16            | 0,33             | 4,61             | 9,18             | 12,33            | 16,70            | 16,02            | 12,42            | 7,45             | 1,82             | −2,12            |                  |
| Норма опадів, мм                              | 59               | 57               | 67               | 78               | 83               | 95               | 86               | 90               | 90               | 93               | 97               | 75               |                  |
| Середньомісячна швидкість вітру, м/с          | 1.73             | 1.90             | 2.30             | 2.20             | 2.00             | 1.82             | 1.80             | 1.66             | 1.63             | 1.70             | 1.77             | 1.78             |                  |
| Середньомісячна сонячна радіація, кДж/м²·день | 4248             | 7004             | 10617            | 15108            | 19349            | 21278            | 22452            | 19541            | 14374            | 8908             | 4718             | 3439             |                  |
| --------------------------------------------- | ---------------- | ---------------- | ---------------- | ---------------- | ---------------- | ---------------- | ---------------- | ---------------- | ---------------- | ---------------- | ---------------- | ---------------- | ---------------- |
| Джерело:                                      |                  |                  |                  |                  |                  |                  |                  |                  |                  |                  |                  |                  |                  |